# 西脇市コミュニティバス
西脇市コミュニティバス（にしわきしコミュニティバス）は、兵庫県西脇市で運行しているコミュニティバス。1996年（平成8年）10月11日から運行を開始した。
運行開始当初は「しばざくら号」のみであったが、2008年12月から「つくしバス」の、2009年10月からは「おりひめバス」の運行がそれぞれ開始されている。

## しばざくら号

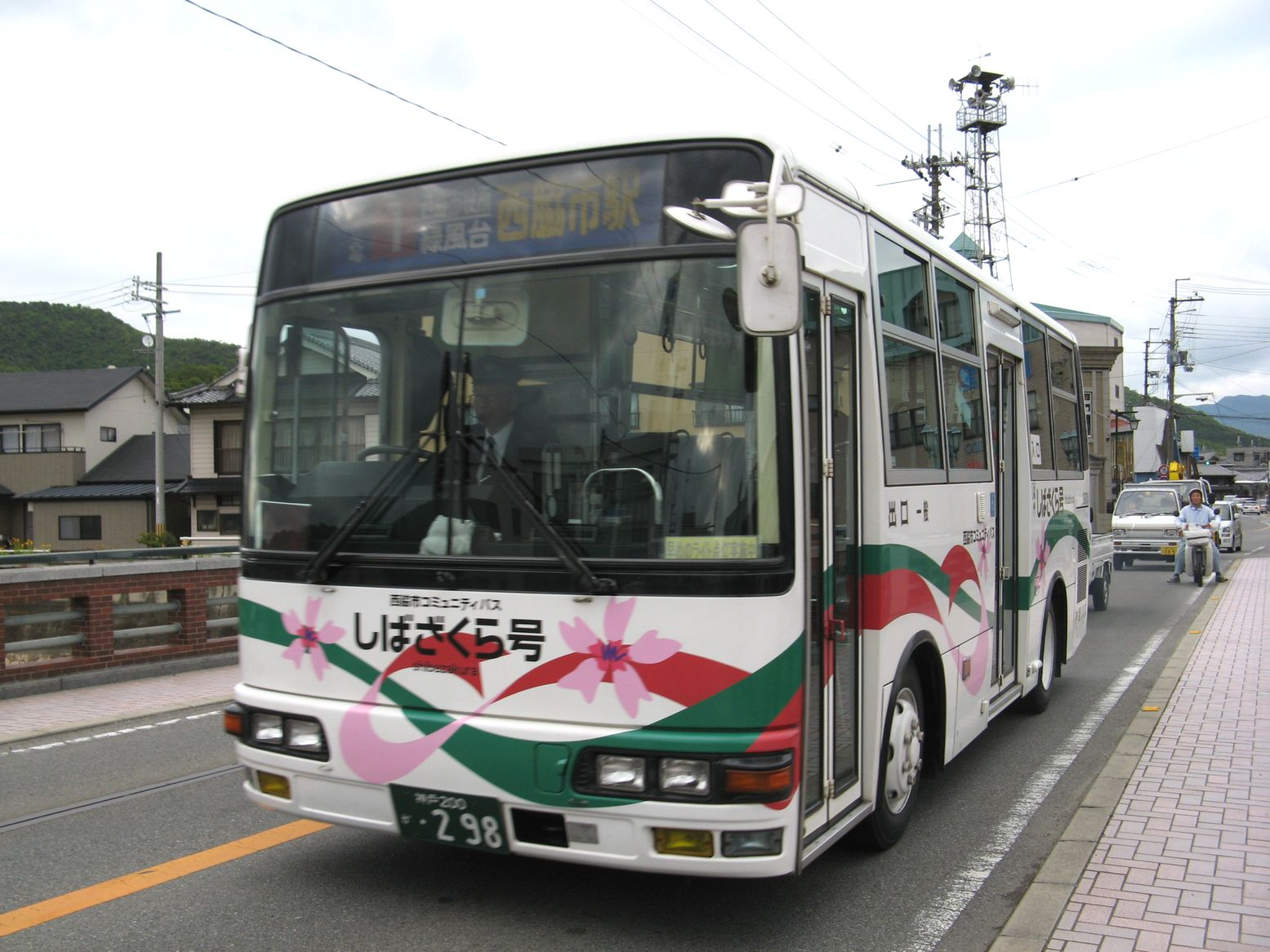
しばざくら号

ウイング神姫（旧神姫グリーンバス）に運行委託している。従来は、北回り、南回り、東回りの3ルートが存在したが、南回りは「おりひめバス」に、東回りは「つくしバス」に移行された。
残った北回りもルートの見直しが行われ、「西脇線」として運行している。運賃は対キロ制で170円から240円。NicoPaのほか全国共通交通系ICカード乗車券が使用可能。祝日、年末年始を除く月〜金曜日に運行する。
なお「しばざくら」の名は西脇市の花に由来し、市街地にしばざくら通りもある。
西脇線
西脇市駅 - 西脇工業高校前 -（みらいえ）- 緑風台中央 - 西脇 -（播州成田山）- 西脇市役所 - 西脇小学校前 - 西脇病院 - 西脇営業所

## つくしバス

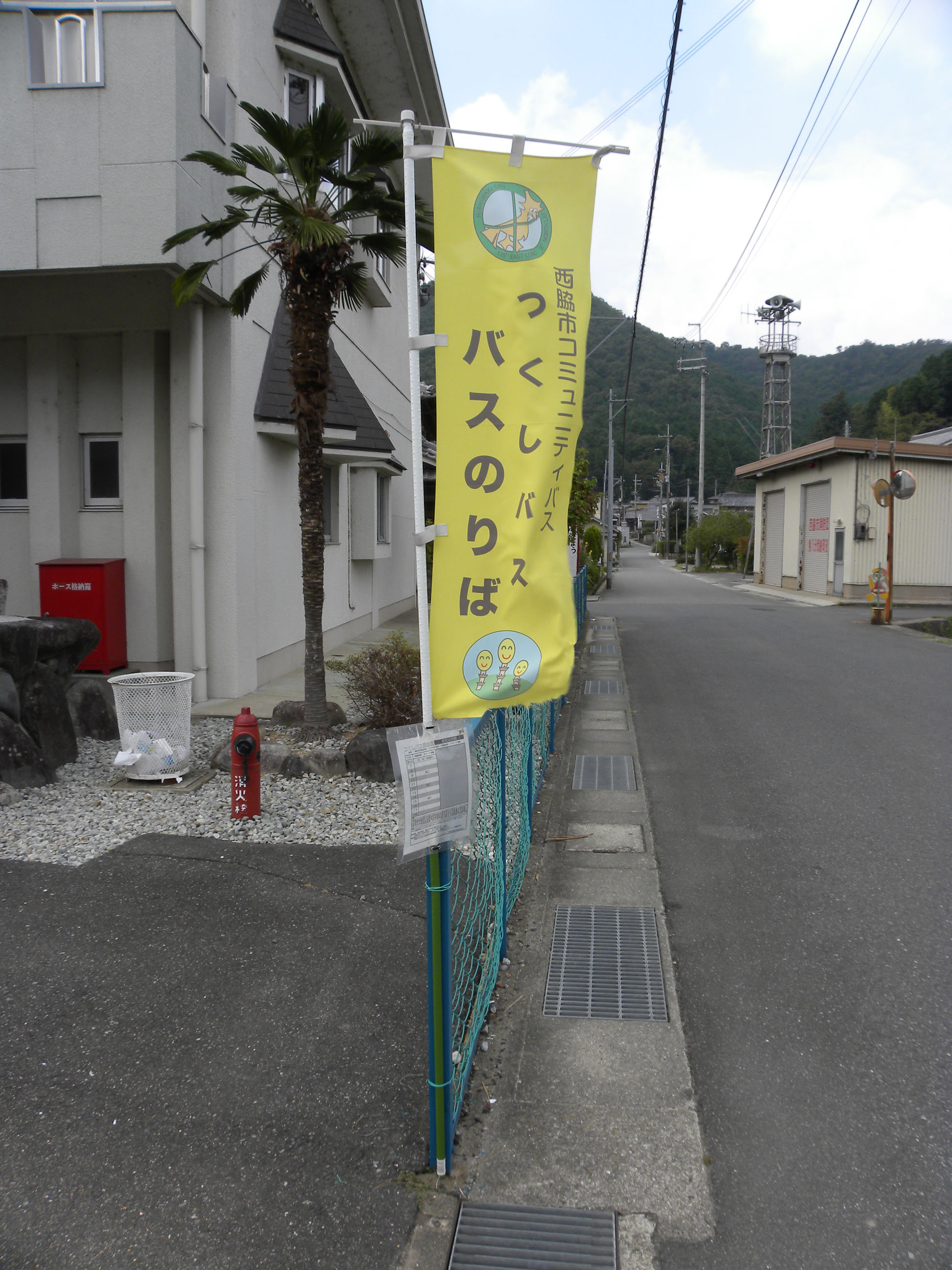
つくしバスのバス停

2008年（平成20年）12月1日から、津万地区および黒田庄地区にて実証運行が開始された。以前は兵庫中央バスに運行委託し、運賃は同地区内の乗降は200円、両地区間を跨いでの乗降は300円としていたが、2011年（平成23年）10月1日より黒田庄地区まちづくり住民会議の運行（運転は住民が担当）に変わり、同時に運賃も当面無料化された。その後は神姫グリーンバスに運行委託し、再度有料化された。2020年4月1日現在の運賃は170円〜300円でNicoPaのほか全国共通交通系ICカード乗車券も使用可能。祝日、年末年始を除く月〜金曜日に運行する。
船町線
西脇営業所 - 西脇病院 - 上野 - 西林寺 - マックスバリュ西脇寺内店 - 青年の家 - 黒田庄駅 - 楠丘小学校前 - 門柳分館 - Aコープ桜丘店 - 船町公民館
小苗線
西脇営業所 - 西脇病院 - 下戸田 - 津万 - 寺内公民館 - マックスバリュ西脇寺内店 - 蒲江 - 津万井公会堂 - 大隈医院前 - Aコープ桜丘店 - 船町 - 小苗

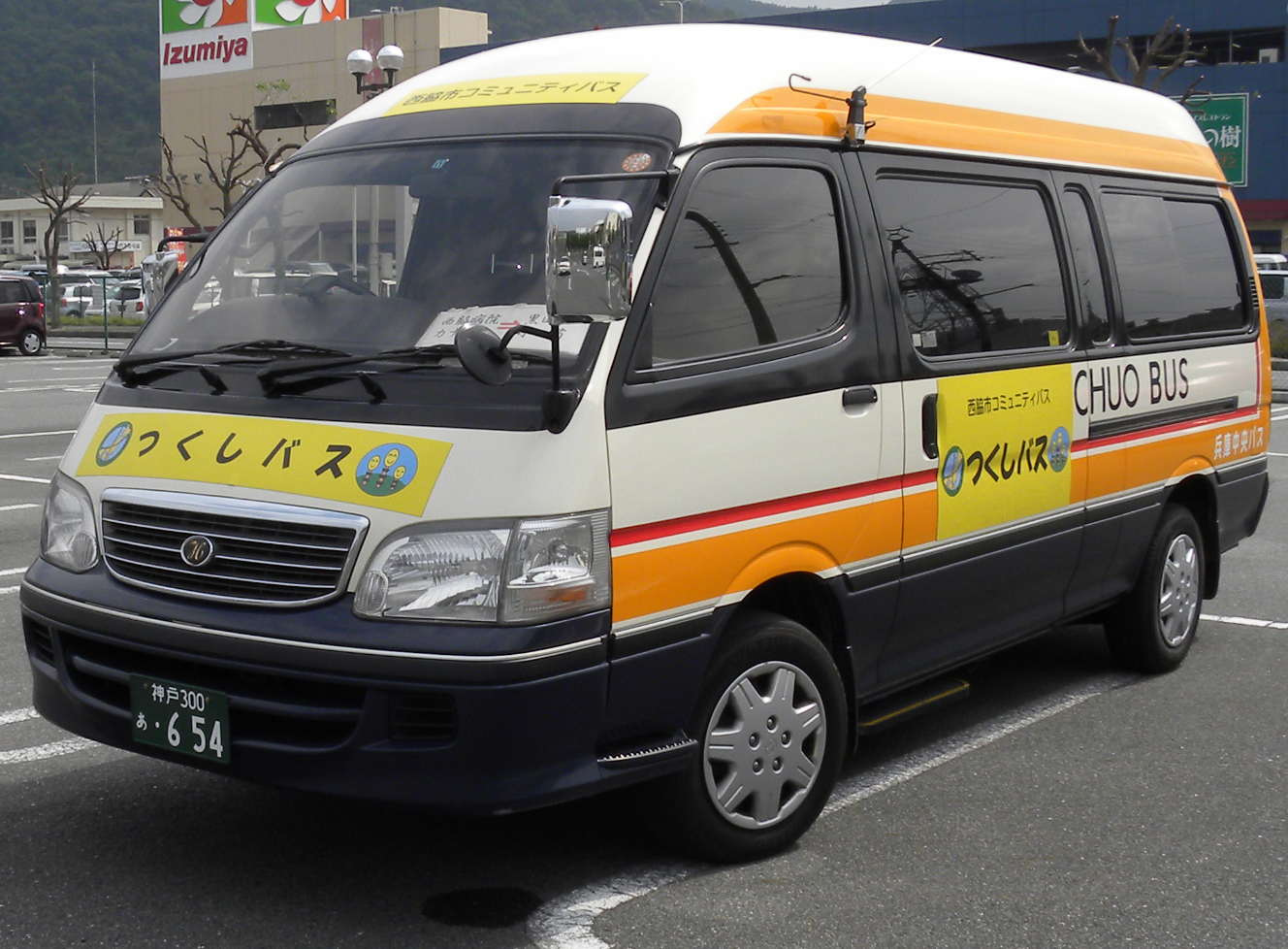
兵庫中央バス運行当時の車両（2010年）
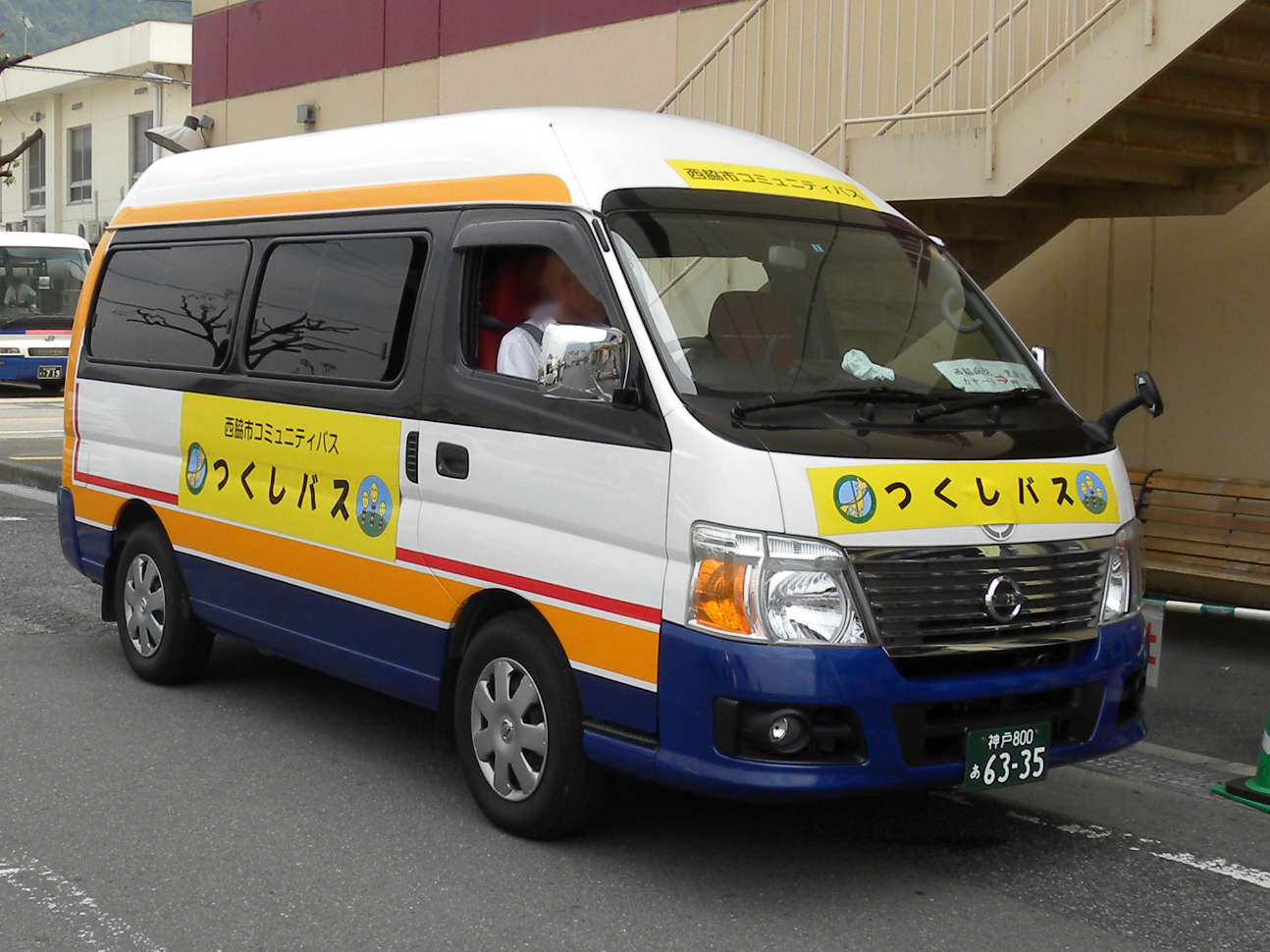
兵庫中央バス運行当時の車両（2010年）

## おりひめバス
神姫バス札場線の廃止に伴い、2009年（平成21年）10月1日から実証運行が開始された。運行は神姫グリーンバスが担当し、運賃は一部対キロ制で170円から500円。NicoPaのほか全国共通交通系ICカード乗車券も使用可能。畑谷線は祝日、年末年始を除く月〜金曜日に運行する。比延谷線は月・水・金曜日に運行（年始は運休）していたが、利用客が見込めないため、2010年（平成22年）12月1より休止路線となった。
なお、「おりひめ」の名は、西脇市の地場産業である播州織の始祖である飛田安兵衛が比延地区の出身であることにちなみ名付けられた。
畑谷線
西脇市駅 -（みらいえ）- 西脇工業高校北 - 西脇高校前 - 西脇 - 西脇営業所 - 西脇病院 - 鹿野 - 東中学校前 - 比延町公民館 - 上比延 - 中畑 - 双葉小学校前 - 札場
※便によっては西脇営業所と西脇病院の停車順序が逆になる。